# Episodi di Final Space (prima stagione)
La prima stagione della serie animata Final Space, composta da 10 episodi, è stata trasmessa negli Stati Uniti sulla TBS dal 26 febbraio al 7 maggio 2018.
In Italia la stagione è stata interamente pubblicata su Netflix il 20 luglio 2018.
| nº | Titolo originale | Titolo italiano  | Prima TV USA     | Pubblicazione Italia |
| -- | ---------------- | ---------------- | ---------------- | -------------------- |
| 1  | Chapter One      | Capitolo uno     | 26 febbraio 2018 | 20 luglio 2018       |
| 2  | Chapter Two      | Capitolo due     | 5 marzo 2018     | 20 luglio 2018       |
| 3  | Chapter Three    | Capitolo tre     | 12 marzo 2018    | 20 luglio 2018       |
| 4  | Chapter Four     | Capitolo quattro | 19 marzo 2018    | 20 luglio 2018       |
| 5  | Chapter Five     | Capitolo cinque  | 26 marzo 2018    | 20 luglio 2018       |
| 6  | Chapter Six      | Capitolo sei     | 9 aprile 2018    | 20 luglio 2018       |
| 7  | Chapter Seven    | Capitolo sette   | 16 aprile 2018   | 20 luglio 2018       |
| 8  | Chapter Eight    | Capitolo otto    | 23 aprile 2018   | 20 luglio 2018       |
| 9  | Chapter Nine     | Capitolo nove    | 30 aprile 2018   | 20 luglio 2018       |
| 10 | Chapter Ten      | Capitolo dieci   | 7 maggio 2018    | 20 luglio 2018       |